# Burdachia duckei
Burdachia duckei är en tvåhjärtbladig växtart som beskrevs av Julian Alfred Steyermark. Burdachia duckei ingår i släktet Burdachia och familjen Malpighiaceae. Inga underarter finns listade i Catalogue of Life.